# Die weisse Wüste
Die weisse Wüste ist der Titel eines stummen Sensations- und Raubtier-Dramas, das Ernst Wendt 1922 für John Hagenbeck und seine Produktionsfirma John Hagenbeck Film GmbH realisierte. Das Drehbuch schrieb er zusammen mit Einar Stier.

## Handlung
Die Handlung spielt in Schweden und der nördlichen Polarregion. Die Freunde Björn und Sigurd gelangen unter turbulenten Umständen auf das zum Robbenfang auslaufende Schiff des gewalttätigen Kapitäns Gaustad. Auf dem Schiff überschlagen sich dann die Ereignisse, und nach Intrigen, Vergewaltigung, Meuterei und Schiffbruch gelangen die Geretteten auf Packeis. Dort versuchen sie, in zwei Gruppen gespalten, wieder festen Boden unter die Füße zu bekommen. Die Gruppe der „Bösewichte“ verendet sukzessive, während die im Film durchweg „Guten“ nach überstandenen Abenteuern wie Eisbärangriffen, Verfolgungsjagden etc. unter Mithilfe der freundlichen und friedfertigen Samen das heimatliche Dorf erreichen, wo es zum Show down kommt und am Ende die beiden Protagonisten Sigurd und Björn ihre Frauen (Karin und Liv) in die Arme schließen können.

## Hintergrund
Die Szenografie besorgte Einar Stier, der auch am Drehbuch mitwirkte. Die Fotografie lag in den Händen von Mutz Greenbaum. Die Tiere leitete John Hagenbeck an.
Der Film lag der Reichsfilmzensur am 24. Juni 1922 vor und wurde unter der Nummer B.06083 genehmigt. Die Oberprüfstelle bekräftigte am 9. Oktober 1923 die Genehmigung unter der Nummer O.A.76, nachdem das Braunschweigische Ministerium für Volksbildung einen Antrag auf Widerruf der Genehmigung wegen sittlicher Bedenken gestellt hatte.
Der viragierte und getonte Film wurde am 14. Juli 1922 in Berlin im Primus-Palast uraufgeführt. Er lief auch in Ungarn, Dänemark und in Australien.
Die weisse Wüste ist einer von mehreren Filmen aus der sogenannten „Hagenbeck Sensations- und Raubtier-Film-Reihe“, die 2016 von Stefan Drößler, dem Leiter des Filmmuseums München, rekonstruiert wurden. Zusammen mit dem Hagenbeck-Film Die Tigerin konnte er so 2016 bei den Internationalen Stummfilmtagen (32. Bonner Sommerkino, 11.–21. August 2016) aufgeführt werden. Günter A. Buchwald und Frank Bockius sorgten für die musikalische Begleitung.
Der Film lief auf den 59. Lübecker Filmtagen am Freitag, den 4. November 2017 in der viragierten, vom Filmmuseum München rekonstruierten Fassung, live begleitet von Goran Lazarevic (Akkordeon) und Krischa Weber (Cello, Singende Säge). In einer neuern Rekonstruktion wurde der Film am 6. Februar 2020 im Filmmuseum München mit der von Peter Eisheuer  komponierten und auf Tonspur eingespielten Musik gezeigt.

## Rezeption
Joseph Roth schrieb im Berliner Börsen-Courier vom 16. Juli 1922 über die Schwierigkeit, Dressur- und Spielszenen zusammenzufügen:
„Bei den Hagenbeckfilmen kommt es selbstverständlich auf die Tiere an, nicht auf die Menschen, Da es nun aber doch ein Film ist, will sagen, eine dramatische Geschichte, in der Leidenschaften und Schicksale der Menschen behandelt werden – Leidenschaften und Schicksale der Tiere können nicht behandelt werden, so lange die Tiere nicht Schauspieler werden wollen – müssen die Tierszenen mit den eigentlichen Filmszenen organisch zusammenwachsen – nicht, an sie angehängt werden. Da aber die Tiere Hagenbecks fabelhafte Exemplare sind, da die Natürlichkeit eines Eisbären eine wohltätige Erholung ist, nachdem man die Süßlichkeit einer Darstellerin kaum verwunden hat, sei dieser Film trotz organischer Schwächen dankbar angenommen. Die Regie, mehr noch die Photographie – der Schnee, der Himmel, der Sonnenuntergang und der Nebel sind schließlich dem Photographen mehr untertan als dem Regisseur – gaben Vorzügliches.“
John Hagenbeck selbst berichtete über seine Erfahrungen beim Drehen in The Milwaukee Journal am 12. November 1922:
„When we took the pictures for my last film The White Desert we built up ice and snow hills for the polar bears. They used them to slide down and were so happy in the game that we were hardly able to remove them from the scene. This incident confirmed to me once more my experience in making wild-animal photoplays. If we follow the natural instincts of an animal we are able to produce a film in which the animal is presented in its natural ways and its innate instincts.“
Der Kritiker Fritz Olimsky schrieb als „Oly“ 1922 anerkennend über „Die weisse Wüste“: „Mit Hilfe von Hagenbecks Tierpark (Robben, Eisbären, Polarfüchsen, Renntieren usw.) ist diese Welt ebenso echt wie packend geschildert […] Dadurch wird dieser Film zu einer Sehenswürdigkeit.“